# Orangefarbene Nektarfledermaus

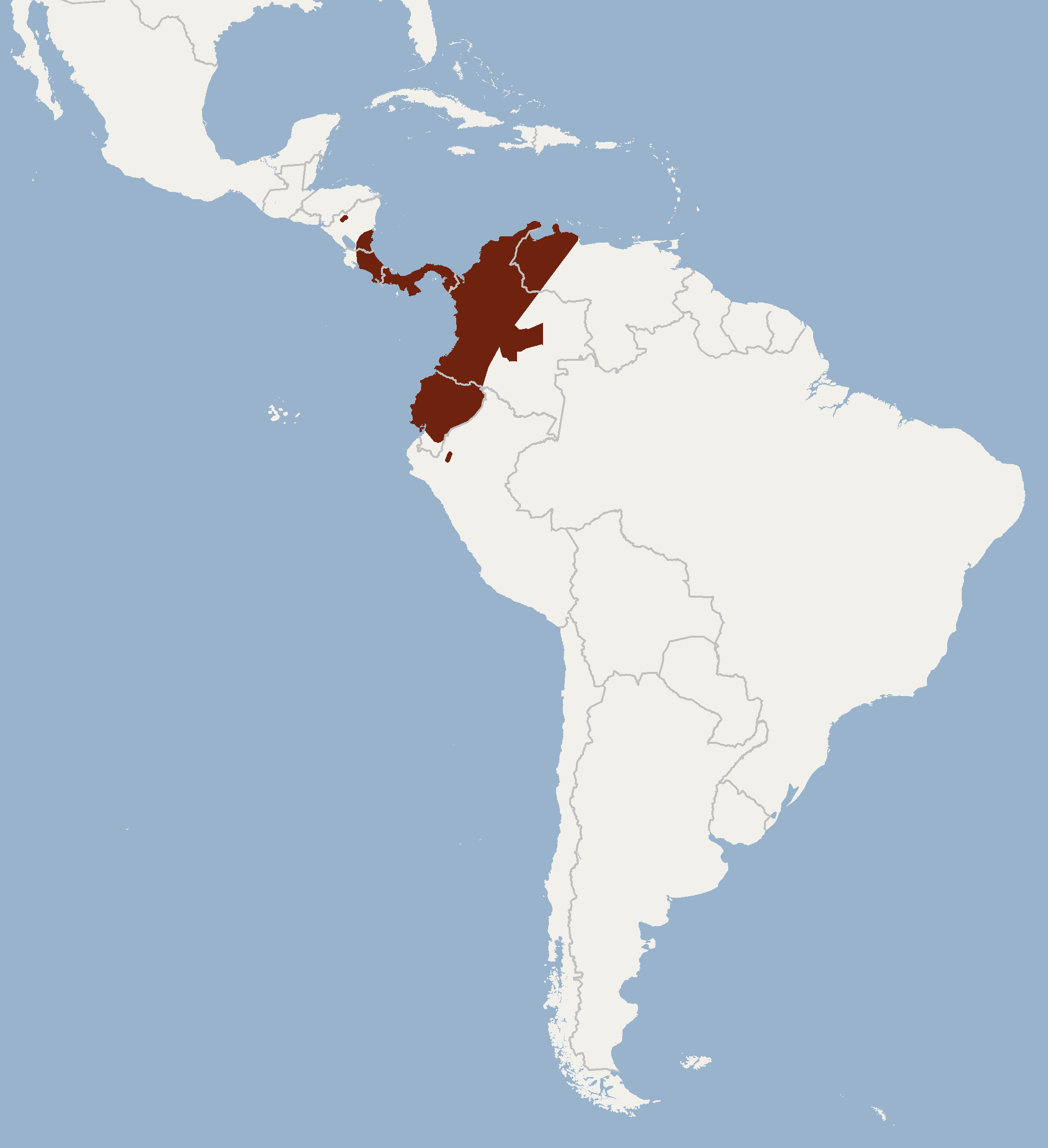
Verbreitungsgebiet der Orangefarbenen Nektarfledermaus

Die Orangefarbene Nektarfledermaus (Lonchophylla robusta) ist ein in Mittel- und Südamerika verbreitetes Fledertier in der Gattung der Nektarfledermäuse. Das Typusexemplar stammt aus Panama.

## Merkmale
Mit einer Kopf-Rumpf-Länge von etwa 69 mm und einem Gewicht bei 14 g ist die Art ein großer Gattungsvertreter. Allgemein haben die Gattungsmitglieder einen 7 bis 10 mm langen Schwanz und 30 bis 48 mm lange Unterarme, wobei die Werte für diese Art im oberen Bereich liegen. Das Fell ist oberseits hell orangebraun und auf der Unterseite hellbraun. Typisch ist ein langer und schmaler Aufsatz am Nasenblatt. Weitere Kennzeichen sind fast nackte Unterarme, eine lange Zunge, ein Oberkiefer der leicht vorsteht und eine längliche Schnauze. Der diploide Chromosomensatz besteht aus 28 Chromosomen (2n=28).

## Verbreitung
Die Art ist vom südlichen Nicaragua bis nach Kolumbien, ins nordwestliche Venezuela und über Ecuador ins nördliche Peru verbreitet. Eine disjunkte Population lebt im Norden von Nicaragua. Die Orangefarbene Nektarfledermaus hält sich im Flach- und Hügelland bis 800 Meter Höhe auf. Sie lebt in tropischen Regenwäldern, anderen immergrünen Wäldern und besucht Gärten sowie Plantagen.
Ein im Jahr 1967 in Venezuela gefangenes Fledermauspaar wurde anfänglich der viel weiter nördlich verbreiteten Langnasenfledermaus (Choeronycteris mexicana) als Unterart zugeordnet. Aufgrund der nicht ganz eindeutigen Beschreibung und da eine derart große Lücke im Verbreitungsgebiet unwahrscheinlich ist, gilt der Fund als Synonym dieser Art.

## Lebensweise
Die nachtaktiven Individuen ruhen am Tage in Höhlen, Felsspalten und unter Felsüberhängen. Wie bei anderen Gattungsmitgliedern besteht die Nahrung aus Nektar, Pollen und Früchten, die mit Insekten komplettiert werden. Eine Studie von 1972 fand dagegen bis zu 90 Prozent Insektenreste im Magen untersuchter Individuen. In Mittelamerika waren Weibchen in fast allen Monaten trächtig und die größte Anzahl neugeborener Jungtiere wurde im März und April gezählt.

## Gefährdung
Die IUCN listet die Art aufgrund fehlender Bedrohungen und da sie in geeigneten Habitaten häufig auftritt als nicht gefährdet (least concern).